# Josué Martínez
Josué Martínez Areas (San José, Costa Rica, 25 de março de 1990) é um jogador de futebol da Costa Rica, que joga na posição de Atacante no Saprissa.

## Trajetória
Josué Martinez é considerado uma grande promessa em seu país. Estreou na equipe nacional, em vez de seu clube, o Deportivo Saprissa, onde ele fez sua estreia no time principal em 2009.
Em 15 de maio de 2010 foi campeão do Campeonato de Verão 2010 vencendo a final contra o San Carlos.